# St. Lawrence Reservation

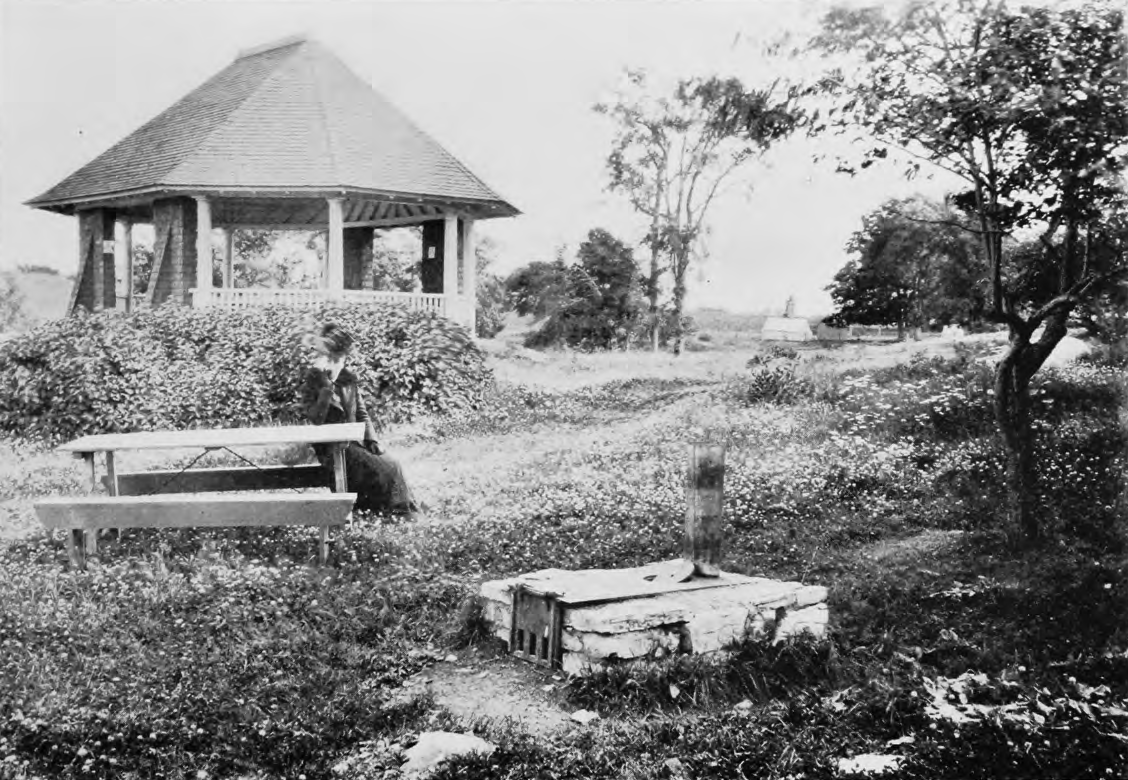
Pavillon in der St. Lawrence Reservation (1901)

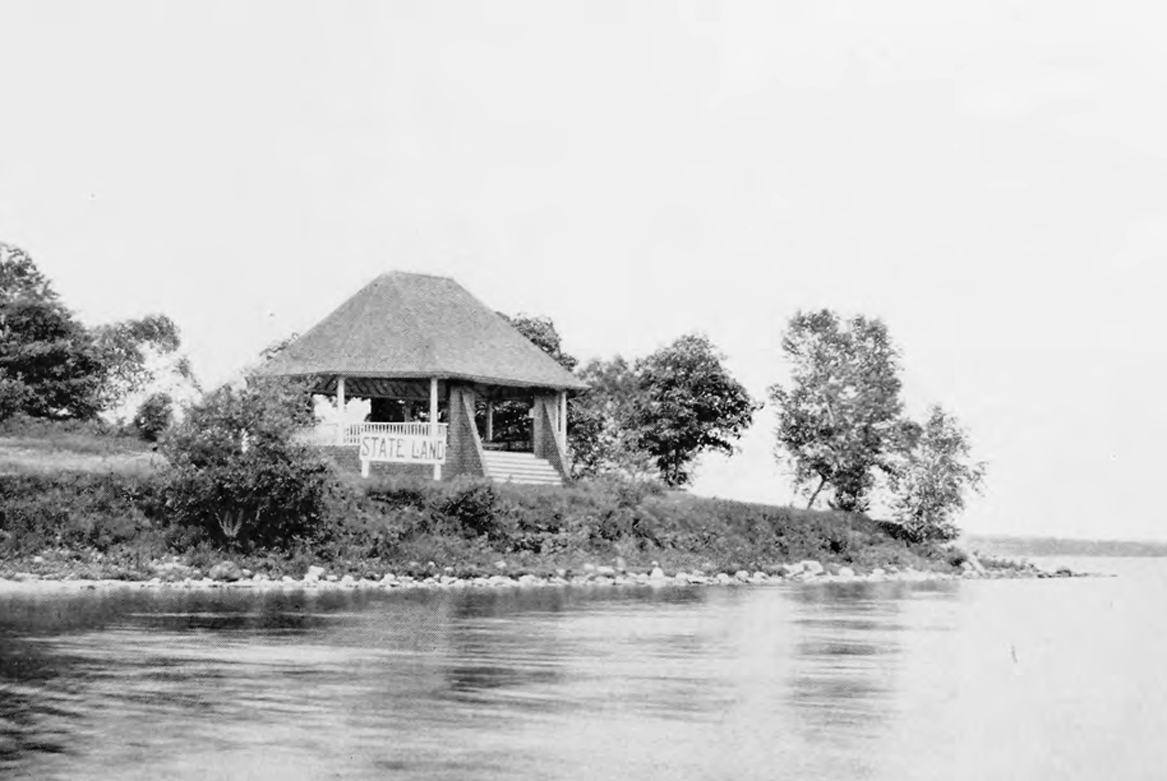
Pavillon Flussseite 1901

Die St. Lawrence Reservation (übersetzt ‚St.-Lawrence-Reservat‘, ursprünglich als State Reservation on the St. Lawrence bekannt) war ein ehemaliges Schutzgebiet, das der Staat New York im späten 19. Jahrhundert in der Region Thousand Islands entlang des St. Lawrence River eingerichtet hatte.
Die Parks des Reservats gehörten zu den frühesten Grundstücken, die der Staat New York zu Erholungs- und Landschutzzwecken erworben hatte. Ursprünglich als Teil eines internationalen Parks mit von Kanada geschützten Inseln gedacht, werden von New York für das Reservat erworbene Grundstücke heute als unabhängige Nationalparks vom New York State Office of Parks, Recreation and Historic Preservation verwaltet. Inseln, die den kanadischen Teil des nie realisierten internationalen Parks bildeten, sind heute Teil des Thousand Islands National Park.